# Phyllophaga knochi
Phyllophaga knochi är en skalbaggsart som beskrevs av Gyllenhall 1817. Phyllophaga knochi ingår i släktet Phyllophaga och familjen Melolonthidae. Inga underarter finns listade i Catalogue of Life.